# گئورگیس گئورگیادیس (بازیکن فوتبال)
گئورگیس گئورگیادیس (یونانی: Γεώργιος Γεωργιάδης؛ زادهٔ ۸ مارس ۱۹۷۲) بازیکن فوتبال اهل یونان است.
از باشگاه‌هایی که در آن بازی کرده‌است می‌توان به باشگاه فوتبال نیوکاسل یونایتد، باشگاه فوتبال پائوک، باشگاه فوتبال ایراکلیس ۱۹۰۸، باشگاه فوتبال المپیاکوس، و باشگاه فوتبال پاناتینایکوس اشاره کرد.
وی همچنین در تیم ملی فوتبال یونان بازی کرده‌است.